# Microsoft Windows Server 2008 R2
Windows Server 2008 R2 （ウィンドウズ サーバー 2008 R2） は、マイクロソフトが開発した Windows Server 2008 の後継となるサーバー向けオペレーティングシステムである。
開発中は Windows Server 7 とも呼ばれ、Windows 7 と同じソースコードからビルドされている。
2009年2月にベータ版が公開され、同年5月に製品候補版が公開され、同年6月22日に開発が完了した。同年9月1日よりボリューム ライセンス提供が開始され、同年10月22日よりパッケージ販売が開始された。

## 特徴

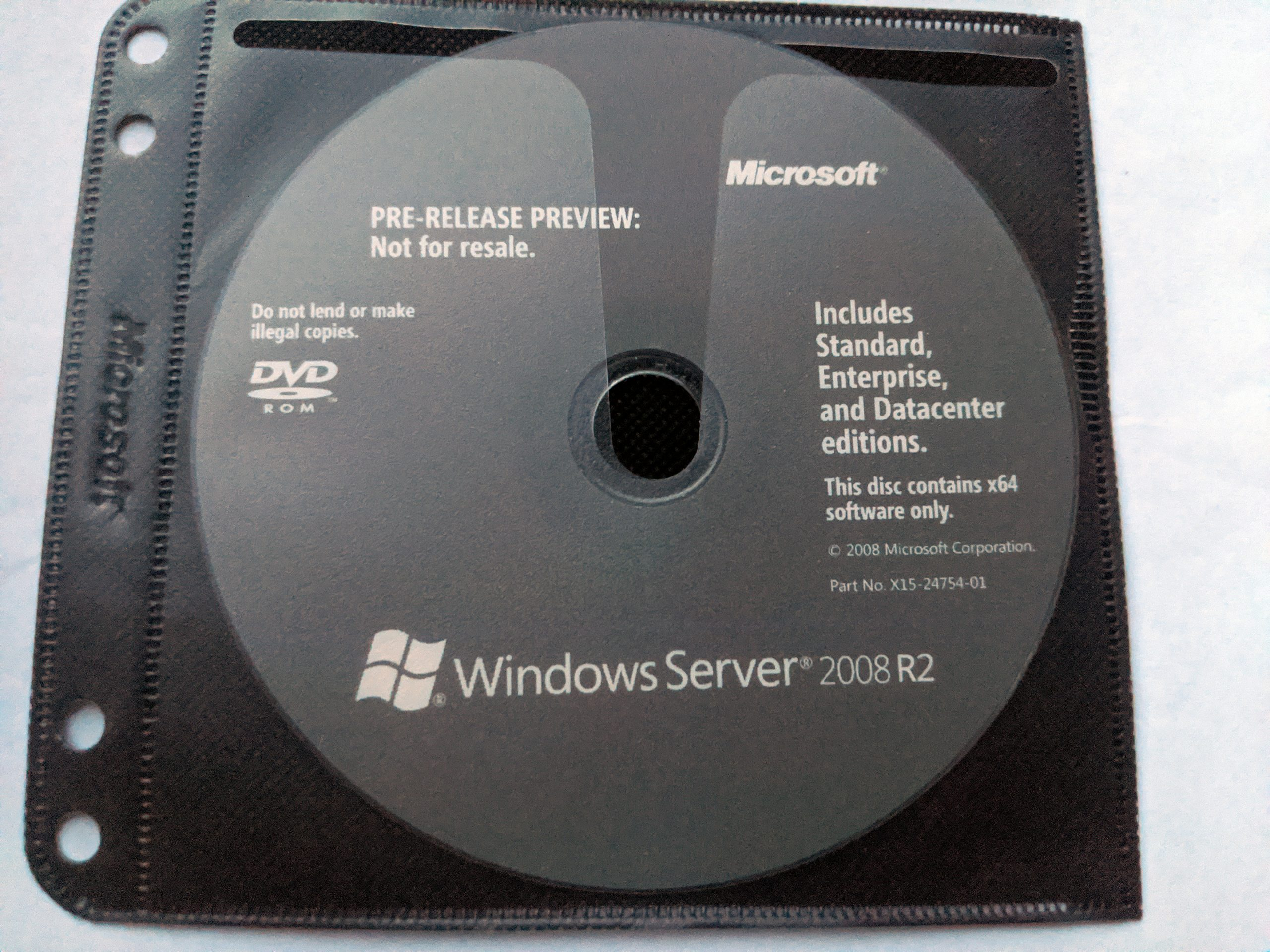
ベータ版DVD。

Windows Server 2008 R2 には Windows 7 と同じ新機能の対応や機能強化が含まれている。

### Hyper-V 2.0
Hyper-V 2.0 では基本性能の向上が施された。
Hyper-V 2.0 は Windows Server 2008 の Hyper-V に比べ、以下のようなハードウェア スペック・機能に対応した。
- 論理コアの最大 64 コア対応。
- AMD Virtualization の Rapid Virtualization Indexing や Intel VT の Intel Extended Page Tables 仮想化機能への対応
- ネットワーク インターフェイスでのジャンボフレーム対応、Virtual Machine Queue 機能への対応、Large Send Offload v2 機能への対応
- SCSI ディスクのホットスワップ

可変容量タイプの VHD ファイル使用時におけるディスク I/O の向上も行われた。
これらの対応は Hyper-V Server 2008 R2 にも含まれている。
Hyper-V (1.0) で見送られた Live Migration 機能も追加された。
Live Migration 機能は Windows Server 2008 R2 のフェイルオーバー クラスタリング機能を利用した仮想マシンを無停止で別の物理ホストに移行する機能である。

### 管理

#### 電源管理
Windows Server 2008 R2 は電源管理の改善や電源効率の向上が行われた。Windows Server 2008 R2 のプロセッサーの電源管理機能の追加された。
コア パーキングという、少数のコアに処理を統合し、処理が行われていないプロセッサー コアを休止状態にすることによる消費電力の削減する機能が追加された。
Intelligent Timer Tick Distribution という、不必要に CPU をアクティブ化させない機能が追加された。
ストレージの消費電力削減も行われている。
- ATA Slumber 機能
- SATA のディスクとチップセット間の通信バス リンクの管理に使用する消費電力の削減
- 光学ドライブのメディア変更の確認コマンドの通知を非同期に行うことによる処理の削減による消費電力の削減
- remove on delete のサポート

コマンドライン ユーティリティ powercfg.exe には電源効率分析機能 -ENERGY が追加された。

#### システム管理
Windows PowerShell 2.0 は Server Core へのインストールと利用が可能になった。
Windows PowerShell 2.0 ではリモート管理のための機能強化が行われた。
サーバー マネージャーには Active Directory や Hyper-V、IIS などの各役割のためのベスト プラクティス アナライザが含まれている。ベスト プラクティス アナライザは各役割の構成における問題点を解析するものである。

#### Active Directory
Windows Server 2008 R2 の Active Directory は Windows Server 2008 の Active Directory の機能を強化したものとなっている。
新しい Active Directory の機能として、削除した（してしまった）ユーザーやグループなどのオブジェクトを Windows PowerShell に用意されたコマンドレットを使用して復活させる Active Directory のごみ箱機能が実装された。
また、ドメイン コントローラーと通信できないクライアントにドメインに参加させた状態を埋め込んでおくことができる機能のオフライン時のドメイン参加機能が追加された。

### ウェブ
Internet Information Services 7.5 が含まれる。IIS 7.5 は Windows Server 2008 で開発された IIS 7.0 を踏襲し、拡張機能として IIS と IIS 標準の FTP サービスとは別に開発されていた FTP 発行サービス (FTP 7.5) と WebDAV サービス (WebDAV 7.5) が新しく含まれた。
また、マイクロソフトによる IIS 7.5 での FrontPage Server Extensions 2002 のサポートは終了した。

### プラットフォームの対応
Windows Server 2008 R2は x86 プロセッサーの 64 ビット拡張 x64 向けと Itanium 向けの 64 ビット版のみ出荷されている。x86 プロセッサーの 32 ビット版は前バージョンの Windows Server 2008 を最後にサーバー向けの出荷は終了している。
Windows Server における Itanium プロセッサーのサポートは、x64 の方が Itanium に比べてよりハイエンドな作業が可能であること、ミッションクリティカルな作業に必要な拡張性や信頼性を備えるサーバーが x64 向けでも提供されていること、より高いパフォーマンスのプロセッサーが発表されて多くのサーバーメーカーが対応の発表がされている、ということを挙げ、Windows Server 2008 R2 を最後に終了する。
Windows Server 上で利用されているデータベース SQL Server も SQL Server 2008 R2 を最後に Itanium プロセッサーのサポートが終了し、サーバー プログラムを開発するための統合開発環境 Visual Studio も Visual Studio 2010 を最後に Itanium プロセッサーのサポートを終了する。

## エディション
- Windows Server 2008 R2 Standard
- Windows Server 2008 R2 Enterprise
- Windows Server 2008 R2 Datacenter
- Windows Web Server 2008 R2
- Windows Server 2008 R2 Foundation
- Windows Server 2008 R2 for Itanium-Based Systems
- Windows HPC Server 2008 R2

## サポート

### Service Pack 1
Service Pack 1 は2011年2月に公開された。
Service Pack 1 にはそれまで発見された問題の修正の他にサーバー向け機能の新機能が含まれている。代表的なものとして「Remote FX」と「Dynamic Memory」が挙げられる。
Remote FX は仮想マシン向けの仮想 GPU 機能で、サーバーの GPU を仮想化して複数の仮想マシンから使用できるようにするものである。
Dynamic Memory は仮想マシンのメモリ要求に応じて動的に割り当てるメモリの量を変更することによる、メモリ リソース利用率の向上を目的とするものである。
また、Remote Desktop Protocol など仮想化技術で使用される技術のアップデートなどが含まれている。
その他、Advanced Vector Extensions (AVX) や Advanced Format のサポート改善など Windows 7 Service Pack 1 と共通の対応が含まれている。